# Flatey (Skjálfandi)
Flatey is een eiland in de baai Skjálfandi op bijna 25 kilometer van Húsavík in het noorden van IJsland. De naam betekent "plat eiland"; het hoogste punt ligt op ongeveer 22 meter boven zeeniveau. Flatey is ongeveer 2,5 kilometer lang en bijna 2 kilometer breed en ligt ongeveer 2,5 kilometer uit de kust. Het is het op vier na grootste eiland van IJsland.
In de 12e eeuw vestigden zich er de eerste bewoners. In 1942 bereikte Flatey zijn hoogste inwonertal, namelijk 120 personen. Toen de andere plaatsen en steden in de omgeving meer te bieden hadden, nam het inwonertal gestaag af, en in 1967 vertrok de laatste bewoner. Omdat in de Skjálfandi goed gevist kan worden, bijvoorbeeld op kabeljauw, was dat destijds de voornaamste bron van inkomsten. Bovendien is de grond er vruchtbaar, zodat er goed op verbouwd kon worden. De meeste mensen hadden er wat (pluim)vee zodat ze volledig in hun eigen levensonderhoud konden voorzien. Ook het rapen van eieren en de zeehondenvangst was lucratief.
Op het eiland staan een paar gebouwtjes. De belangrijkste zijn een school uit 1929, een oude kerk die in 1884 gesloten werd, een vuurtoren uit 1913 (gerestaureerd in 1963) en een telegraaf  uit 1931. De oude kerk werd in 1960 door een nieuwere vervangen. Deze nieuwe kerk stond oorspronkelijk in Brettingsstaðir in de vallei Flateyjardalur en werd gedemonteerd en naar Flatey verplaatst.
Thans is het eiland alleen nog maar in de zomermaanden bewoond. Er bezoeken steeds meer toeristen het eiland. Flatey is een unieke plaats voor de vogelliefhebbers. Het merendeel van alle vogelsoorten die op IJsland broeden, komt op ook Flatey voor, zoals de papegaaiduiker, diverse sterns, wulpen en plevieren.
Naast Flatey in Skjálfandi bestaat er een ander eiland Flatey dat in de Breiðafjörður in het westen van IJsland ligt.